# Laura Valborg Aulin

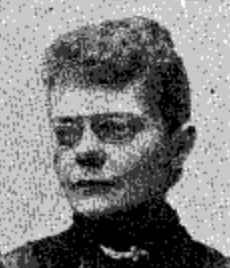
Laura Valborg Aulin

Laura Valborg Aulin (* 9. Januar 1860 in Gävle; † 13. März 1928 in Örebro) war eine schwedische Pianistin und Komponistin.

## Leben
Sie studierte 1877 bis 1882 an der Königlichen Musikhochschule Stockholm Klavier und Komposition u. a. bei Hilda Thegerström, Hermann Berens und Ludvig Norman, 1885 in Kopenhagen bei Niels Gade und bis 1887 in Paris bei Benjamin Godard, Jules Massenet und Ernest Guiraud. In Stockholm war sie als Komponistin, Pianistin und Musiklehrerin tätig. 1903 übersiedelte sie nach Örebro. Ihr Bruder war der Komponist und Dirigent Tor Aulin. Sie komponierte neben Klavierstücken und -liedern zwei Streichquartette (F-Dur und e-Moll), Orgelmusik, Orchester- und Chorwerke.